# Tunel Beskidzki
Tunel Beskidzki – tunel kolejowy przechodzący pod głównym grzbietem Karpat Wschodnich na Ukrainie o długości 1750 m.
Tunel znajduje się pomiędzy stacjami kolejowymi Beskid i Skotarśke, w biegu V Paneuropejskiego Korytarza Transportowego. Za nim następują dwa krótkie tunele.

## Historia
Tunel zbudowano w 1886 r. w celu połączenia Galicji z Rusią Podkarpacką na Węgrzech.
W dwudziestoleciu międzywojennym tunel znajdował się na obszarze Polski w województwie stanisławowskim w powiecie skolskim.
Pod koniec II wojny światowej wojska niemieckie wysadziły tunel w powietrze, który został powtórnie oddany do użytku w 1946 roku.
Ze względu na zły stan techniczny obiektu konieczna stała się jego gruntowna przebudowa lub zastąpienie nową konstrukcją. W związku z tym od 26 września 2013 r. trwała budowa dwutorowego 1765-metrowego tunelu 30 metrów obok starej przeprawy. Inwestycję sfinansowały Europejski Bank Odbudowy i Rozwoju (40 mln dol.), Europejski Bank Inwestycyjny (64,5 mln dol.) i Ukrzaliznycia. Całkowity koszt budowy wyniósł 102,7 mln € (118 mln $). Nowy tunel otworzono 24 maja 2018.